# Paleoecologia
La paleoecologia è la branca della paleontologia che studia gli organismi fossilizzati e le tracce fossili del passato per riconoscere il loro ambiente di vita e ricostruire gli ecosistemi presenti sulla Terra durante lo svolgersi delle Ere geologiche.

## Descrizione
Il campo di ricerca paleoecologico include lo studio del ciclo di vita dei fossili, le relazioni reciprociche fra le specie fossili identificate durante la loro vita, il loro ambiente naturale, le modalità della loro morte, deposizione e seppellimento.

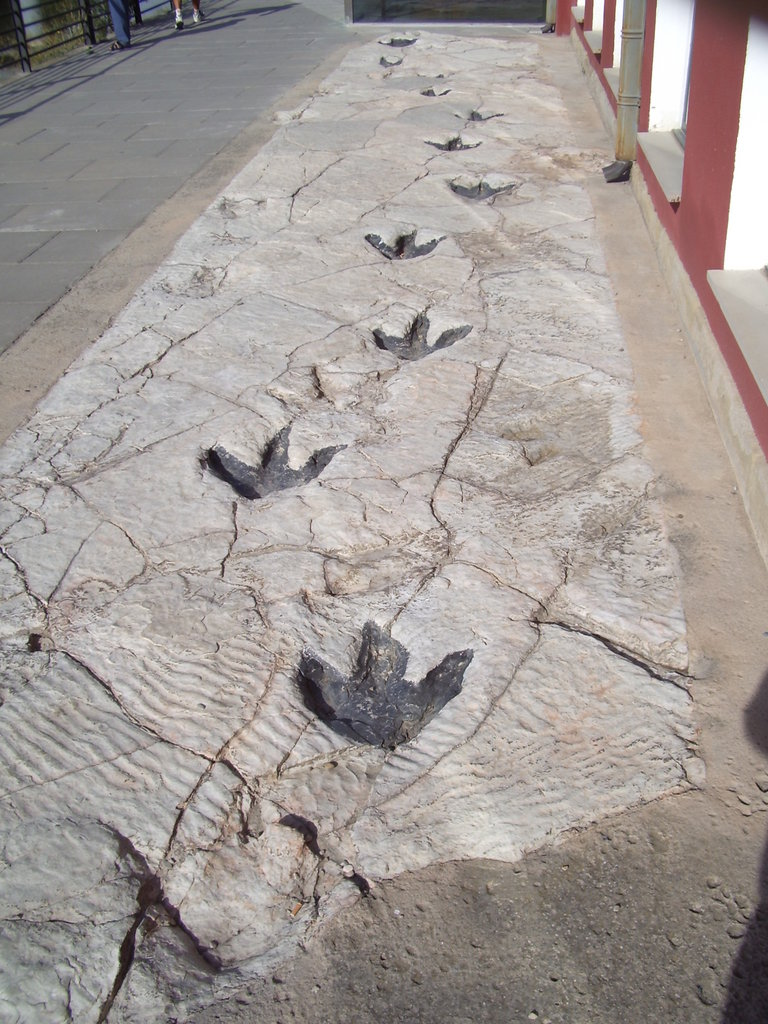
Impronte di dinosauro: l' andamento delle tracce e la presenza di ripple marks forniscono elementi per ricostruire l'ambiente e le modalità di vita di questo dinosauro

Lo scopo della paleoecologia è quello di ricostruire il modello più dettagliato possibile dell'ecosistema di quegli organismi, che oggi vengono rinvenuti entro le rocce sedimentarie come fossili. 

Queste ricostruzioni ecologiche sono fatte considerando, come base di partenza, gli attuali ambienti naturali ed i parametri biologici, fisici e chimici che li caratterizzano, quali la temperatura media e le sue escursioni, la natura e quantità di cibo disponibile, il grado e l'intensità dell'illuminazione solare, la salinità dell'acqua e così via. Gran parte di questi parametri non sono conservati nei sedimenti e devono essere desunti indirettamente.
A seconda del campo di interesse, paleoecologia si divide in due branche principali:
- paleoautecologia, che riguarda i singoli taxa, il loro stile di vita e le loro relazioni con l'ambiente;
- paleosinecologia, che studia le paleocomunità fossili (cioè un gruppo di taxa che condividevano lo stesso ambiente di vita e interagivano in esso) e le loro ipotetiche relazioni con le originarie comunità biologiche.

## Tecniche e strumenti utilizzati
Gli strumenti che utilizza la paleoecologia sono vari, complessi e necessitano di essere posti in relazione tra di loro, in quanto i processi di fossilificazione e di sedimentazione conservano solo una minima frazione di quelle informazioni che gli studiosi osservano negli ambienti naturali odierni. I principali sono:
- Riconoscimento e descrizione dell'ambiente deposizionale sviluppata dallo studio sedimentologico del giacimento fossilifero
- Analisi statistiche sulla tanatocenosi (ovvero sull'associazione dei reperti fossili rinvenuti), come ad esempio il rapporto numerico fra carnivori ed erbivori, analisi della percentuale di presenza di forme adulte e forme giovanili, rilevanza delle co-occorrenze reciproche di alcune specie fossili; questo allo scopo di ricostruire la catena biologica ed alimentare.
- Conoscenza dello stato dell'evoluzione animale vegetale e dei phylum esistenti durante il periodo geologico in cui si sono deposti i fossili ed i sedimenti sotto analisi.
- Osservazione delle strutture di bioturbazione, cioè delle tracce fossili di deambulazione e di nutrizione lungo le paleosuperfici riconoscibili.
- Identificazione, interpretazione e riconoscimento di tracce di predazione sopra i resti fossili (ossa, gusci o conchiglie).
- Riconoscimento della presenza di specie tipiche come indicatori ambientali, per esempio coralli il cui metabolismo richiede ben precise condizioni di salinità delle acque, definiti intervalli di temperatura ed acque limpide e pulite.

## Paleoecologia del Quaternario e Olocene
Molti studi paleoecologici sono concentrati sui sedimenti depositatisi negli ultimi due milioni di anni, ossia in quel periodo denominato Quaternario.
Questa concentrazione di studi è spiegabile con due motivazioni: 

1) Abbondanza di sedimenti quaternari affioranti o facilmente campionabili sulla crosta terrestre e migliore preservazione del loro contenuto fossilifero. I fossili contenuti in sedimenti più antichi, essendo stati soggetti per maggior tempo a processi e fenomeni post deposizionali ad opera della compattazione delle rocce, aumento della temperatura, movimento di fluidi con conseguente diagenesi, risultano statisticamente più scarsi e conservati con minori dettagli. 

2) La condizioni ecologiche di molte specie fossili, presenti in questi sedimenti, sono ben confrontabili con molte specie attuali a loro apparentate, e spesso nel record fossile sono rinvenute anche specie tuttora viventi, la cui ecologia è quindi inequivocabilmente conosciuta. 

Una particolare attenzione è poi data ai sedimenti depostisi durante l'ultimo periodo glaciale ed interglaciale (ossia indietro nel tempo fino a 50000 anni) o olocenici, ovvero entro gli ultimi 11000 anni. Questi studi sono utilizzati per comprendere la dinamica dell'ecosistema Terra nella sua globalità, prima che questo venisse influenzato dall'attività umana, e con la disposizione reciproca delle masse continentali e marine praticamente immutata rispetto a quella attuale. Di fatto questi studi vengono integrati nella ideazione di modelli climatologici ed anche usati come benchmark in simulazioni per valutarne la bontà.